# 1170-1179
De jaren 1170-1179 (van de christelijke jaartelling) zijn een decennium in de 12e eeuw.

## Belangrijke gebeurtenissen

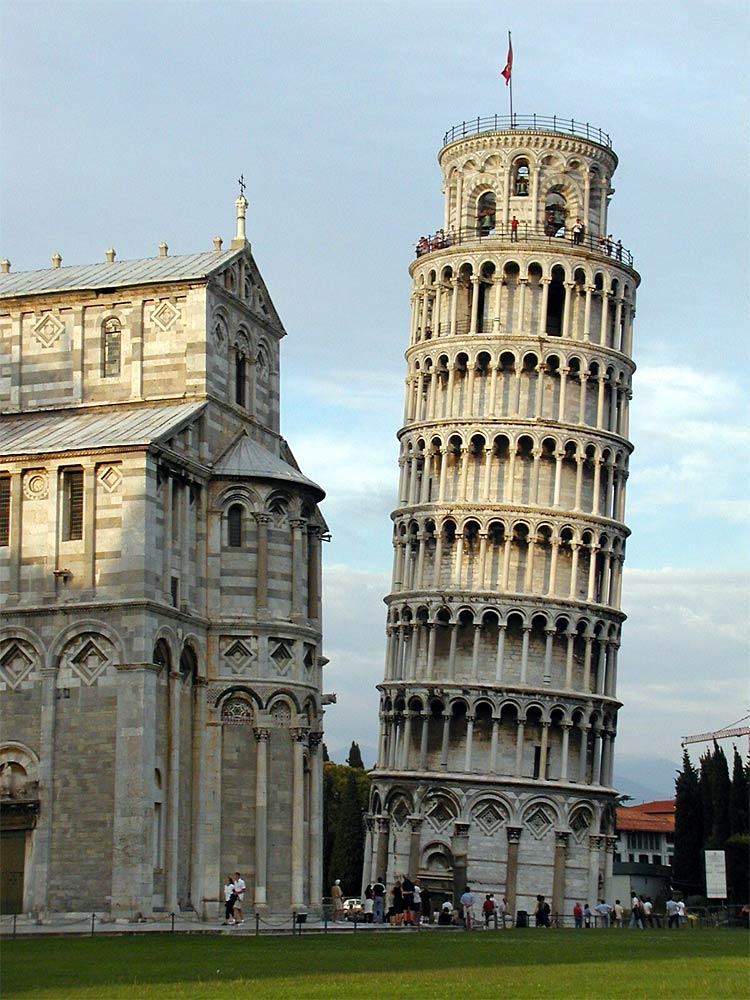
De scheve Toren van Pisa

### Engeland
- 1170 - Thomas Becket, aartsbisschop van Canterbury, wordt vermoord; in 1173 wordt hij heilig verklaard.
- 1171 - Heerlijkheid Ierland. Koning Hendrik II van Engeland verovert een deel van Ierland.
- Opstand van 1173-1174 - Mislukte opstand tegen koning Hendrik II van Engeland door zijn vrouw Eleonora van Aquitanië en drie van hun zoons.
- 1174 : Slag bij Alnwick : De Schotse koning Willem de Leeuw profiteert van de situatie om meer macht te verkrijgen. Tijdens het gevecht wordt hij gevangengenomen door de Engelse troepen. Eerst wordt hij naar Northampton gebracht en later naar Falaise. Hierop verovert Hendrik Schotland en bezet het. Willem kan alleen terug koning worden van Schotland als hij Hendrik erkent als feodale heer en als hij de kosten van de bezetting betaalt. Willem accepteert en dit leidt tot het Verdrag van Falaise.

### Iberisch schiereiland
- 1171 : De Almohaden maken van Sevilla hun hoofdstad.

### Heilig Roomse Rijk
- 1176 : Slag bij Legnano. Een verbond van Noord-Italiaanse steden haalt een overwinning op keizer Frederik I Barbarossa.
- 1177 : Vrede van Venetië. Keizer Frederik erkent paus Alexander III, als enige paus.

### Lage landen
- 1170 : In Vlaanderen krijgen de zeven steden het stadsrecht van Atrecht. Als vertegenwoordiger van de graaf in juridische zaken doet de baljuw zijn intrede in Gent (1169), Veurne (1170), Ieper (1172) en Sint-Omaars (1178).

### Godsdienst
- 1170 : De Tempeliers maken van Ponferrada hun hoofdkwartier
- Tussen 1172 en 1176 wordt in opdracht van Koning Willem II van Sicilië de Dom van Monreale gebouwd als tegenhanger van de Kathedraal van Palermo.
- 1179 - Op het Derde Lateraans Concilie worden de katharen in Zuid- Frankrijk in de ban gedaan; ook besluit het concilie dat de paus vanaf nu gekozen zal worden tijdens een conclaaf, met een tweederdemeerderheid van de stemmen uitgebracht door de kardinalen.
- Maimonides schrijft zijn Misjnee Tora, een commentaar op de Joodse Wet.

### Midden-Oosten
- 1171 - Kalief al-Adid sterft, dit betekent het einde van het kalifaat van de Fatimiden. Saladin wordt sultan van Egypte en sticht de Ajjoebidendynastie. Hij brengt het land weer onder Sunni-heerschappij.
- 1174 - Nur ad-Din sterft, Saladin verovert Damascus, de hoofdstad van Syrië. De zoon van Nur ad-Din, As-Salih Ismail al-Malik vlucht naar Aleppo, waar hij weerstand blijft bieden aan Saladin.
- 1177 - Slag bij Montgisard. De kruisvaarders Boudewijn IV van Jeruzalem en Reynauld van Châtillon verslaan Saladin nabij Ramallah.

### Byzantijnse Rijk
- 1176 : Slag bij Myriokephalon. Een mislukte poging van de Byzantijnen om het binnenland van Anatolië terug te veroveren op de Seltsjoeken.

## Kunst en cultuur

### Architectuur
- 1173 - De bouw van de Toren van Pisa begint; na de bouw van de derde verdieping in 1178 begint de toren te hellen.

### Muziek
- Ars antiqua

<< · 1170 · 1171 · 1172 · 1173 · 1174 · 1175 · 1176 · 1177 · 1178 · 1179 · >>
<< · 1100-1109 · 1110-1119 · 1120-1129 · 1130-1139 · 1140-1149 · 1150-1159 · 1160-1169 · 1170-1179 · 1180-1189 · 1190-1199 · >>